# Fritziana tonimi
Fritziana tonimi é uma espécie de anfíbio anuros da família Hemiphractidae. Está presente no Brasil. A UICN classificou-a como pouco preocupante.